# J'aime la vie (film)
J'aime la vie is een Belgische film uit 2023, geregisseerd en geschreven door Mathias Sercu in zijn speelfilmdebuut.

## Verhaal
Mira is een jonge alleenstaande moeder met een baan als thuisverpleegkundige, goede vrienden en een goede relatie met haar jongste broer. Wanneer ze de diagnose van kanker krijgt, besluit Mira opnieuw contact te zoeken met haar oudste broer om het gezin te herenigen. Ze besluit met z'n allen een weekendje in de Ardennen 
door te brengen.

## Rolverdeling
| Acteur                | Personage   |
| --------------------- | ----------- |
| Greet Verstraete      | Emmy        |
| Janne Desmet          | Mira        |
| Dominique Dauwe       | Tom         |
| Lien De Graeve        | Ellen       |
| Els Olaerts           | Christianne |
| Jurgen Delnaet        | Rocco       |
| Jean-Michel Balthazar | Armand      |
| Mattias Busschaert    | Sam         |
| Bert Dobbelaere       | Mario       |

## Productie
De opnames van de debuutfilm van Mathias Sercu begonnen in augustus 2022 naar een scenario waaraan hij zeven jaar werkte.

## Release
Op 21 september 2023 werd de trailer en poster van de film vrijgegeven.
J'aime la vie ging in avant-première in verschillende Belgische bioscopen vanaf 3 december 2023 alvorens vanaf 13 december 2023 een officiële release te krijgen in de bioscopen.